# Dasysyrphus eggeri
Dasysyrphus eggeri là một loài ruồi trong họ Ruồi giả ong (Syrphidae). Loài này được Schiner mô tả khoa học đầu tiên năm 1862. Dasysyrphus eggeri phân bố ở vùng Cổ Bắc giới